# Bajannúr járás (Bajan-Ölgij)
A Bajannúr járás (mongol nyelven: Баяннуур сум) Mongólia Bajan-Ölgij tartományának egyik járása. Nagyrészt kazakok, kisebb számban mongol urjánhajok és uldok(?) lakják. A területén elterülő kis sóstóról (Баян нуур) nevezték el.
Székhelye Cul-Ulán (Цул-Улаан), mely 106 km-re keletre fekszik Ölgij tartományi székhelytől.
A tartomány keleti részén fekszik. Nyugaton az Altancögc járással, délen Hovd tartománnyal határos, keleten Uvsz tartománnyal közös határa a Hovd folyó.
Területén emelkedik a Mongol-Altajhoz tartozó Cambagarav-hegység legmagasabb csúcsa (kb. 4200 m).